# Axel Swinhufvud (fotograf)
Axel August Wilhelm Swinhufvud, född 20 maj 1888 i Strängnäs död 10 september 1978 i Oscars församling, Stockholm, var en svensk fotograf och pappershandlare. Han fotograferade övervägande Stockholmsmotiv och donerade omkring 20 000 negativ till Stadsmuseet i Stockholm.

## Biografi

### Fotografen

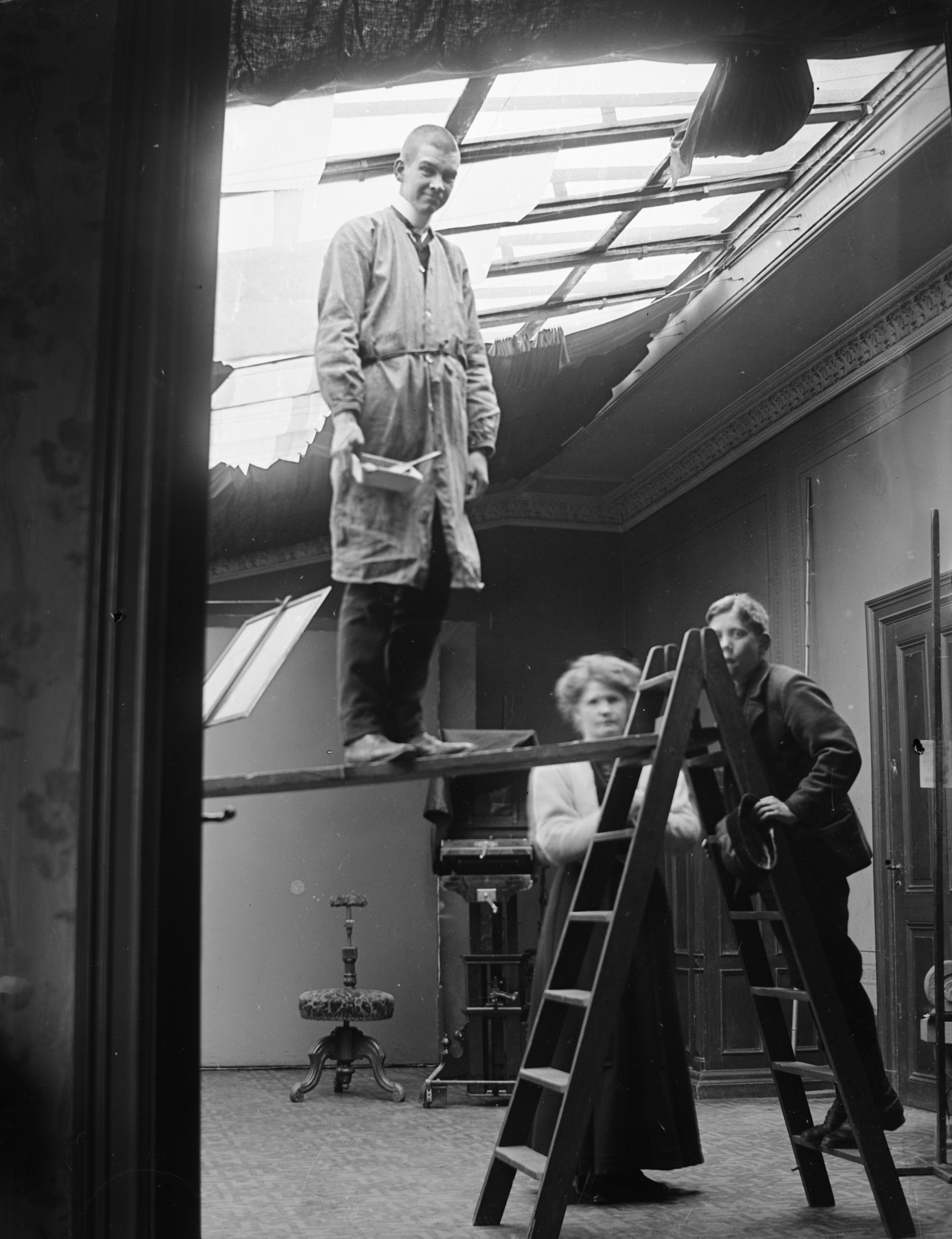
Axel Swinhufvud på stegen i ateljén 1910, kvinnan är troligen hans mor.

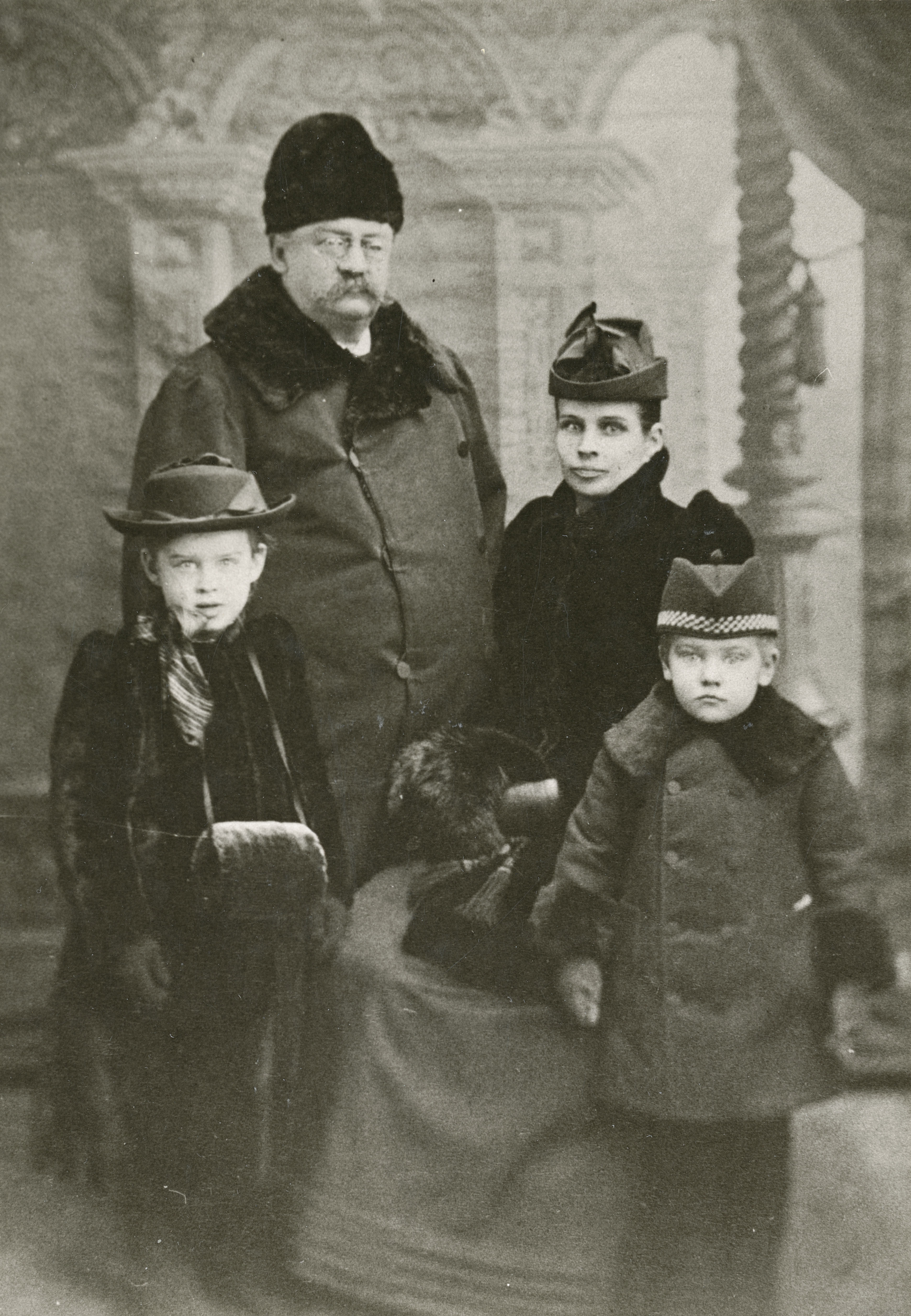
Axel Swinhufvud med föräldrarna och systern Anna år 1892.

Axel Swinhufvud föddes på Paulinska gården i Strängnäs. Han var son till kapten Carl Wilhelm Svinhufvud och Anna Augusta Lovisa Granberg. Som tillhörig en gammal officerssläkt hade han troligen valt officersbanan, en höftskada gjorde honom dock till kronvrak och oduglig för militärtjänst. Efter faderns död 1899 flyttade modern 1902 med sonen Axel och dottern Anna Charlotta till Stockholm. Som 15-åring fick han sin första fotoapparat, en lådkamera av typ Murers Express. Hans första bevarade fotografi visar en ballonguppstigning som han tog 1903. Skolgången på Norra Real avslutade han 1908, utan examen. Därefter började han en gedigen yrkesutbildning där han fick praktisera två år hos hovfotografen Lars Larsson, kallad ”Hov-Lasse” och ägare av Larssons Ateljé vid Humlegårdsgatan 21. Larsson hörde till samtidens främsta fotografer, specialiserad på Stockholmsmotiv. 
År 1910 blev Swinhufvud auktoriserad fotograf och startade sin första egna ateljé på Karlavägen 1A (nuvarande 27). I huset fanns även en pappershandel som sedan 1907 drevs av Axels mor. Året därpå blev han av brandkapten Fredrik Kyhlberg utsedd till officiell fotograf för Stockholms brandförsvar. Hans uppgift var att dokumentera Stockholms bränder med sin kamera. Efter ett brandlarm begav han sig på sin motorcykel till brandplatsen, ibland fick han åka med stegvagnen. Väl på brandplatsen följde han även brandmännens arbete ända upp på taken. Mellan 1911 och 1936 dokumenterade och bokförde han 211 bränder med bild, datum och klockslag. I samband med uppdraget tog han omkring 900 glasplåtar med sin Anschützkamera som han skaffat 1911.
Han tog även bilder på brandförsvarets möten och uppvisningar, exempelvis när man demonstrerar sin nya motorspruta 1918 framför Stockholms slott eller på ett brandskyddsmöte vid Brunkebergstorg i maj 1921. Swinhufvuds branddokumentationer bär tydliga drag av tidig bildjournalistik i klass med ledande samtida pressfotografer som Anton Blomberg som hade veckotidningen Idun som uppdragsgivare och Axel Malmström som jobbade för Hvar 8 Dag. Swinhufvud var dock inte knuten till någon tidning eller bildmagasin. Han var helt och hållet beställningsfotograf på frilansbasis. Några av sina motiv spred han också på vykort via familjens pappershandel på Karlavägen.
År 1913 deltog Swinhufvud i en föreläsningskurs om belysning och bildkomposition som arrangerades av den kände tyska fotografen Nicola Perscheid. Därpå ägnade han sig en kort tid åt konstnärlig fotografering i experimenterande stil med bilder av båtar och vattenspeglar i månsken. Någon estetiserande fotograf blev han dock aldrig. Större delen av hans produktion präglas av beställningsuppdrag med omfattande dokumentationer, som han fick göra på bland annat Maraboufabriken i Sundbyberg, Pharmacias fabrik i Liljeholmen eller på Eugeniahemmet för handikappade barn. Beställare var institutioner, företag och privatpersoner.

Swinhufvuds branddokumentation (urval)
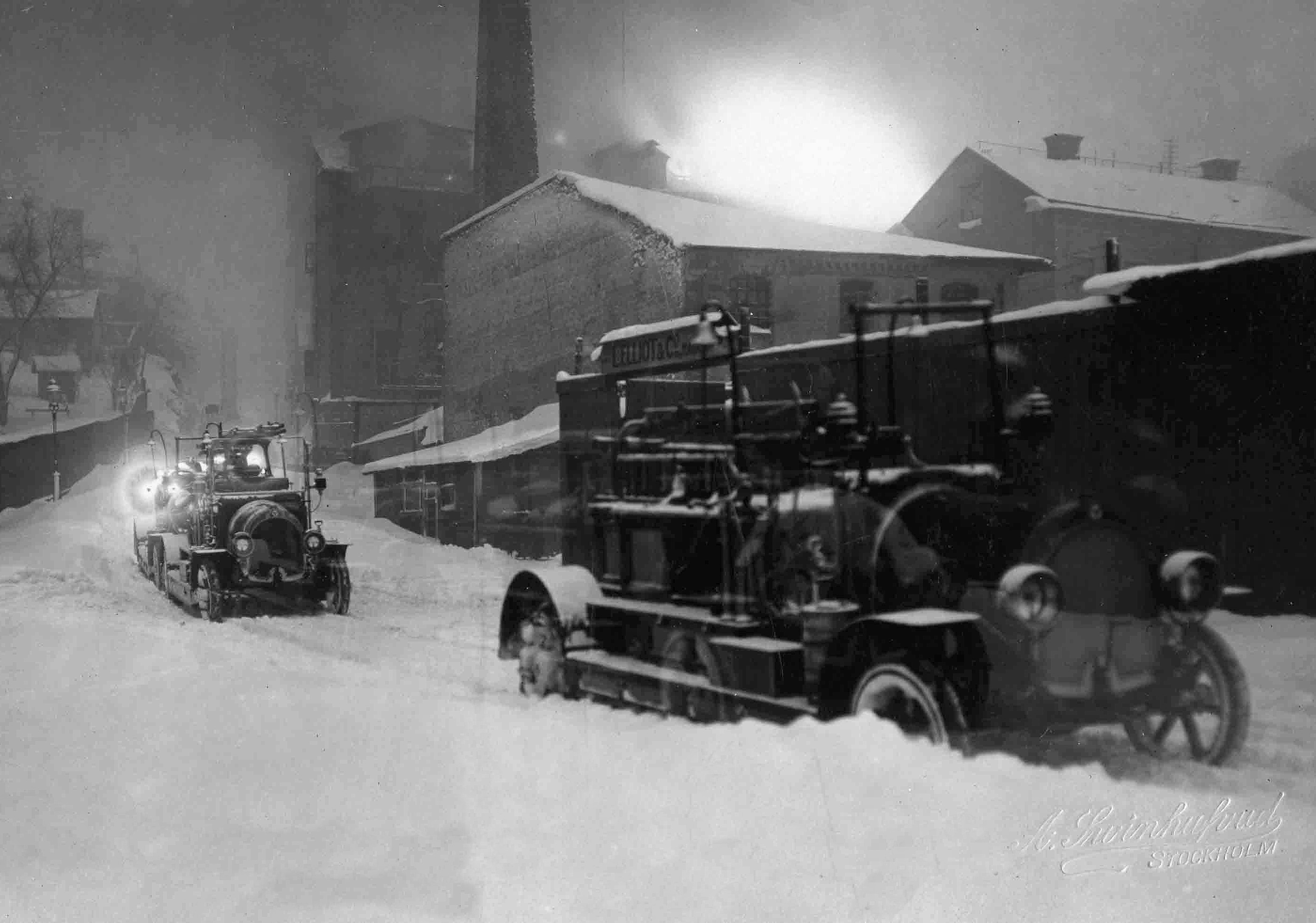
Utryckning på Polhemsgatan i ett vintrigt Stockholm, 1918.
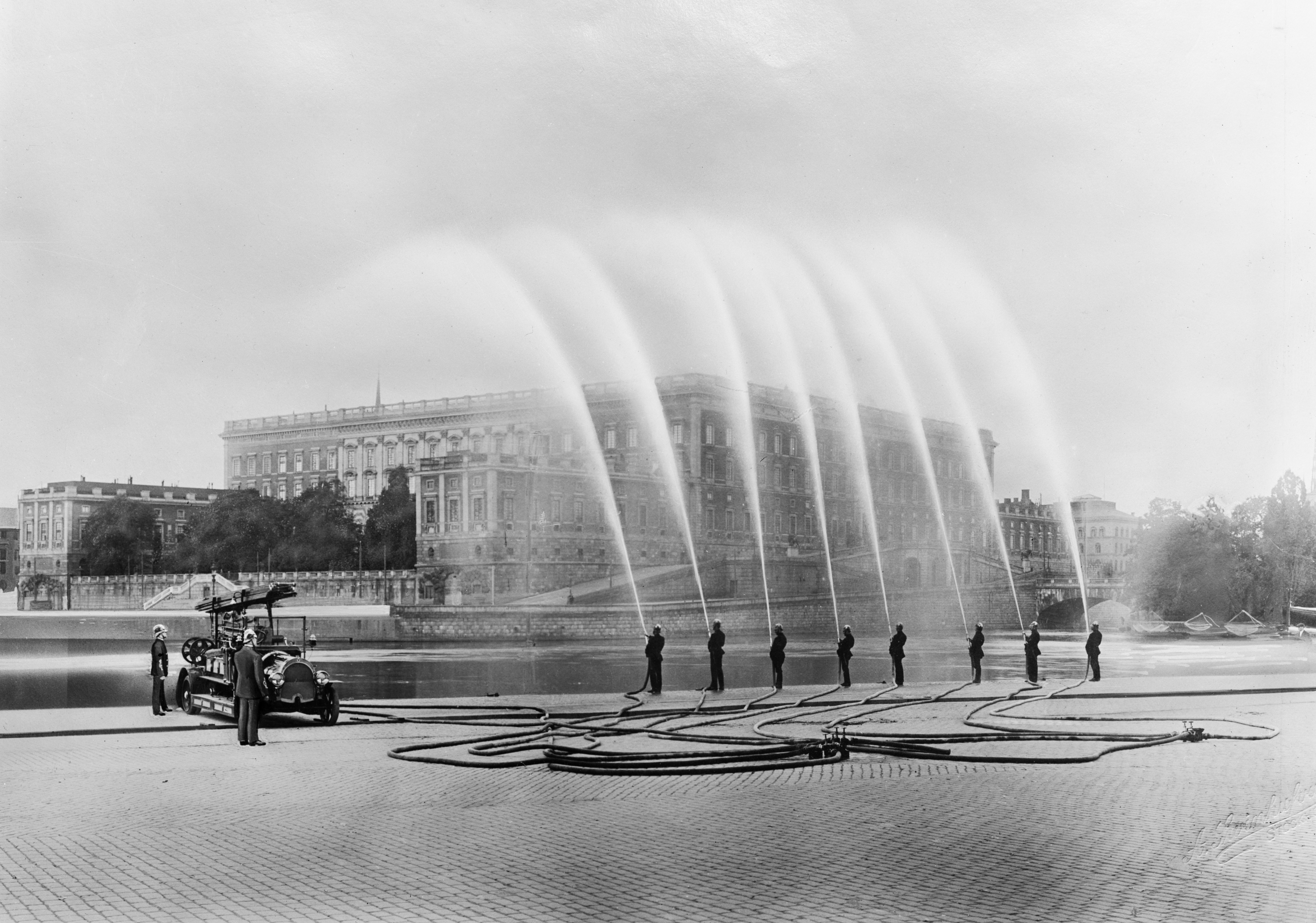
Stockholms brandförsvar demonstrerar sin nya brandspruta, 1918.
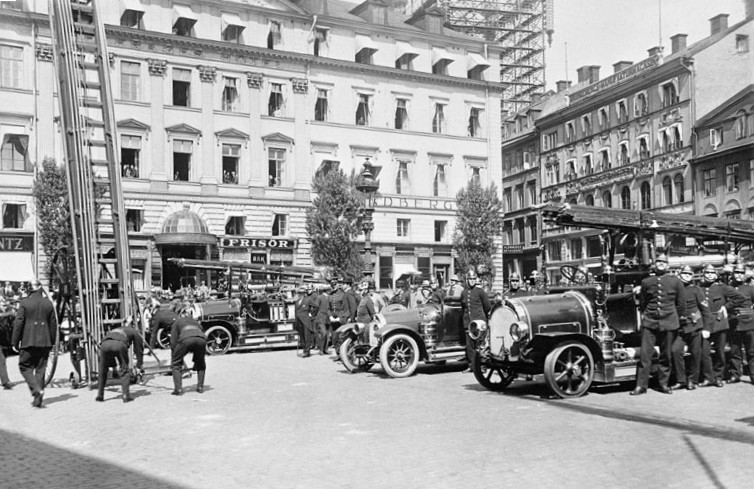
Uppvisning vid ett brandskyddsmöte på Brunkebergstorg, 1921.
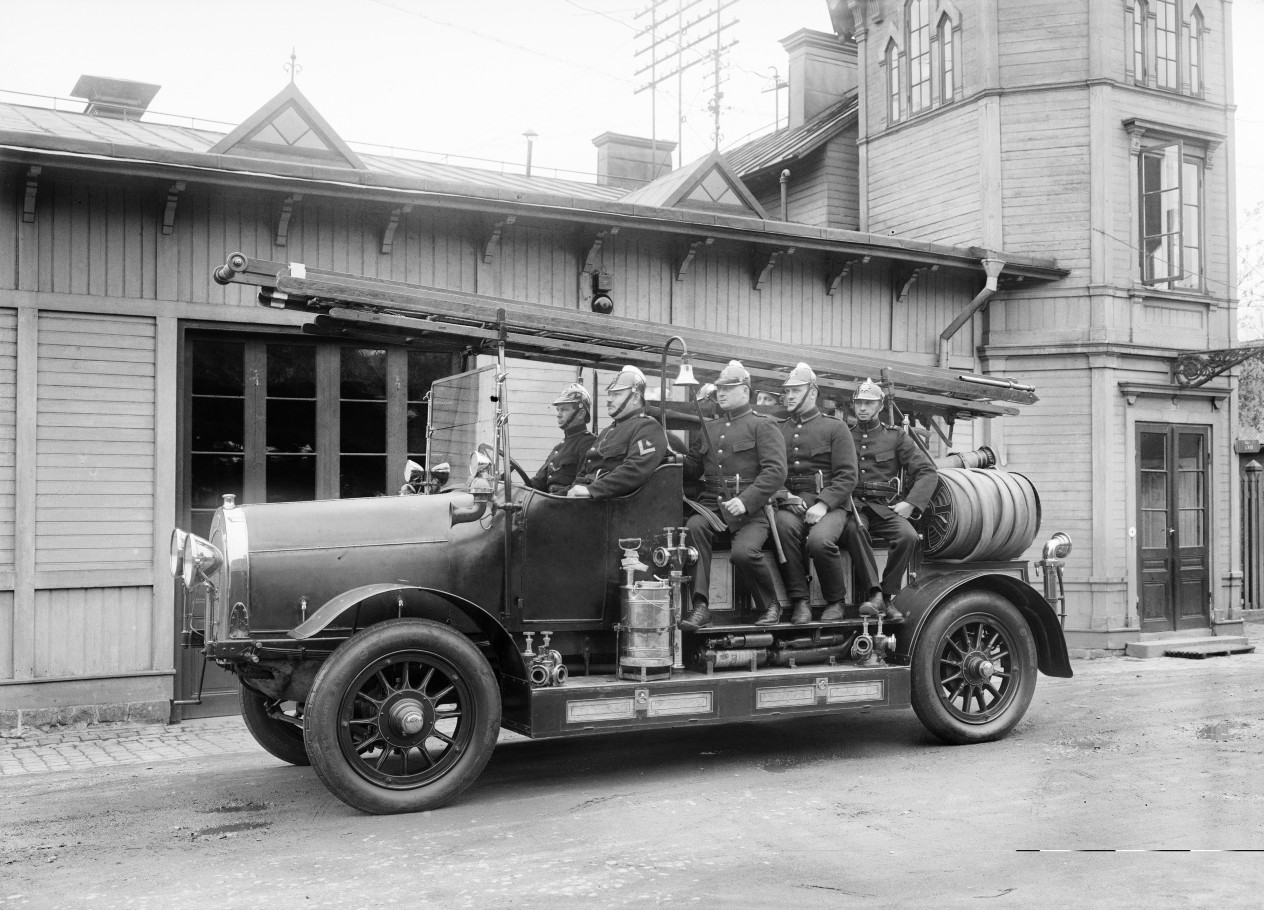
Brandbil med brandmän utanför Djurgårdens brandstation, 1927.

### Pappershandlaren

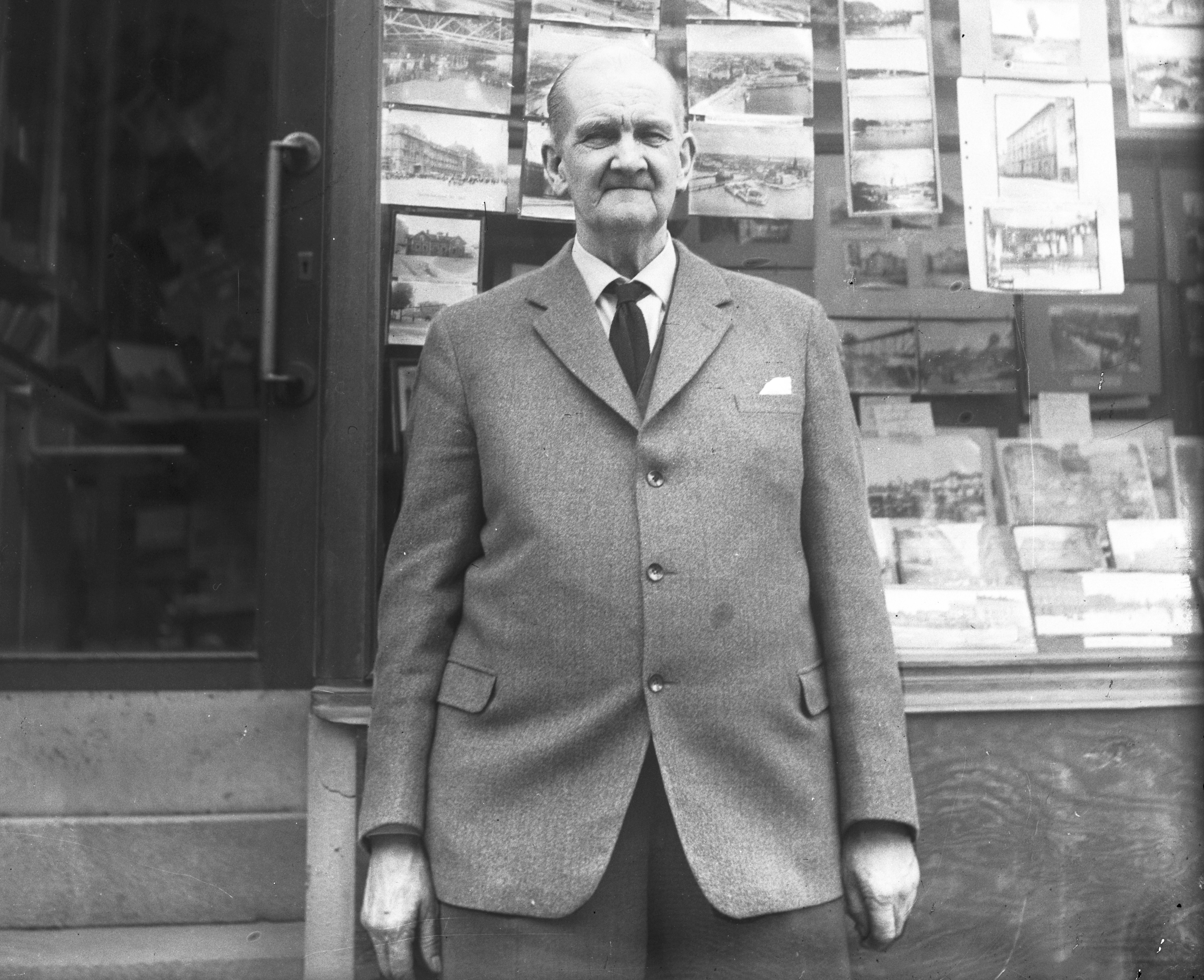
Axel Swinhufvud framför sin pappershandel, 1960-tal.

Omkring 1942 upphörde Swinhufvuds fältfotografi nästan helt. Han gifte sig 1943 med Ruth Angerberg, också fotograf. Men äktenskapet blev kort, hon avled 1945 i sviterna efter en gallstensoperation. Swinhufvud drog sig tillbaka till sin affär för pappershandel som han efter moderns död drev tillsammans med sin syster på Karlavägen 27. Efter systerns död 1957 skötte han affären ensam. Han sålde bland annat skrivpapper, skrivmateriel, lotter och tobak samt sina egna fotografier i form av vykort. 1961 tog han en krona för format 9x13, två kronor för 13x18 och 4:50 för format 18x24. Här hade han sin bildbyrå med omkring 20 000 negativ ur egen produktion. Allmänheten kunde beställa kopior från utlagda fotoalbum. Butiken var öppen tre dagar i veckan, under övriga dagar befann sig Swinhufvud i sitt mörkrum. Med tiden blev han en tillbakadragen enstöring som led av misantropi.

### Donationen
Sedan slutet av 1960-talet funderade Swinhufvud på att donera sina negativ till Stockholms stadsmuseum. Han hade även tänkt sig en livslång pension från Stockholms kommun, men det blev bara ett kommunalt kulturstipendium under ett år. Förhandlingarna med Stadsmuseet rann ut i sanden och ett tag var han inställd på att överlåta hela sin kvarlåtenskap till hemstaden Strängnäs. 1974 hamnade han på långvården på Danderyds sjukhus där han avled 90 år gammal i september 1978.
Under sjukhusvistelsen stod hans butik obemannad och drabbades av inbrott, då flera fotoalbum med viktig textinformation stals. Swinhufvud fick aldrig kännedom om stölden. Hur det skulle bli med hans bildskatt var länge ovisst, men efter hans död visade det sig att han testamenterat sina omkring 20 000 negativ, övervägande glasplåtar, till Stadsmuseet i Stockholm. På Stockholmskällan och på Digitala Stadsmuseet är ett stort antal av Swinhufvuds fotografier tillgängliga för allmänheten.

Övriga bilder (urval)
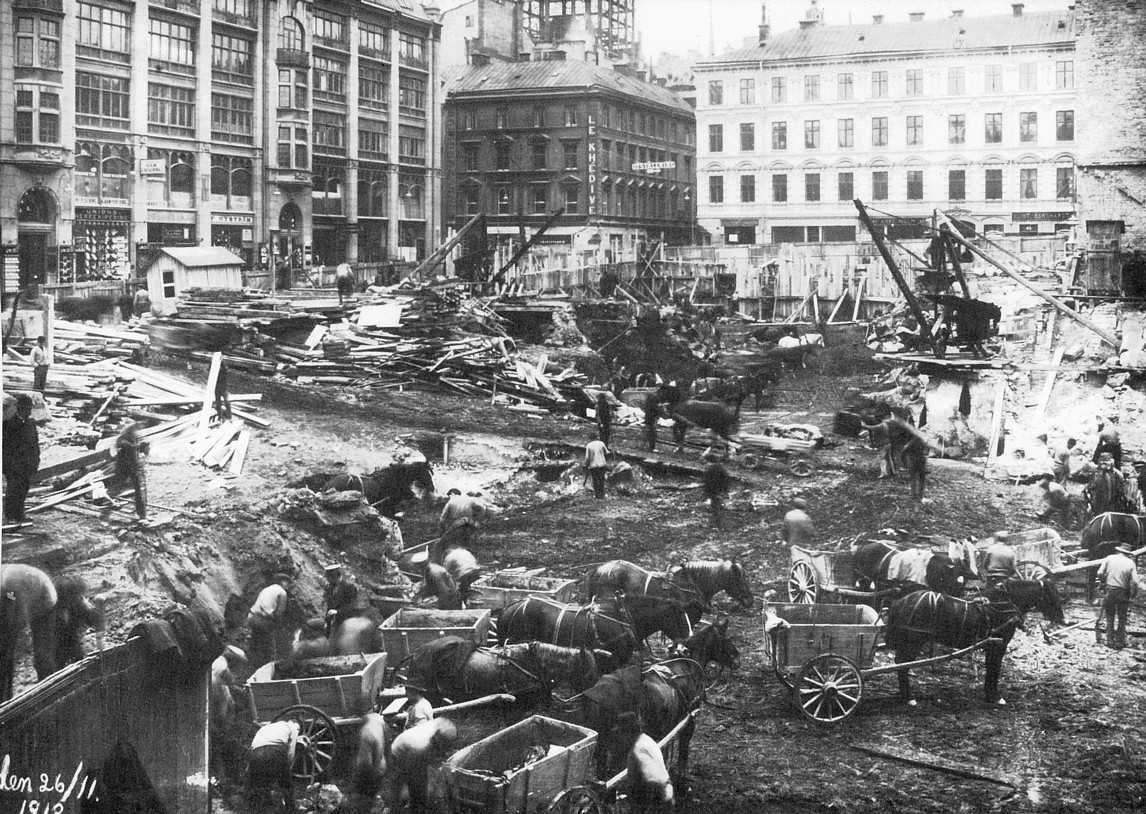
Schaktarbeten för varuhuset NK vid Hamngatan, 1913.
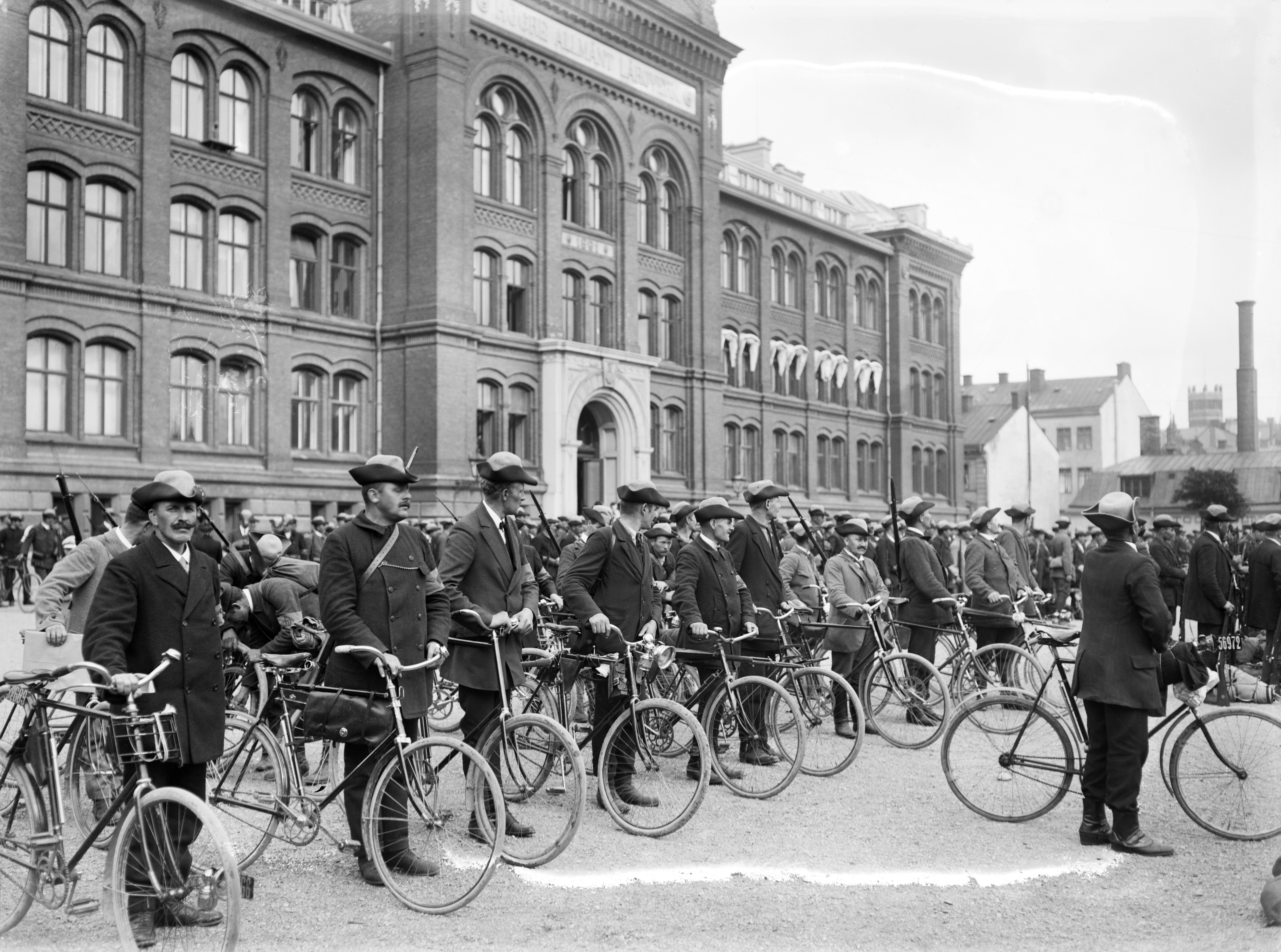
Landstormen på Södra Latins gård, 1914.
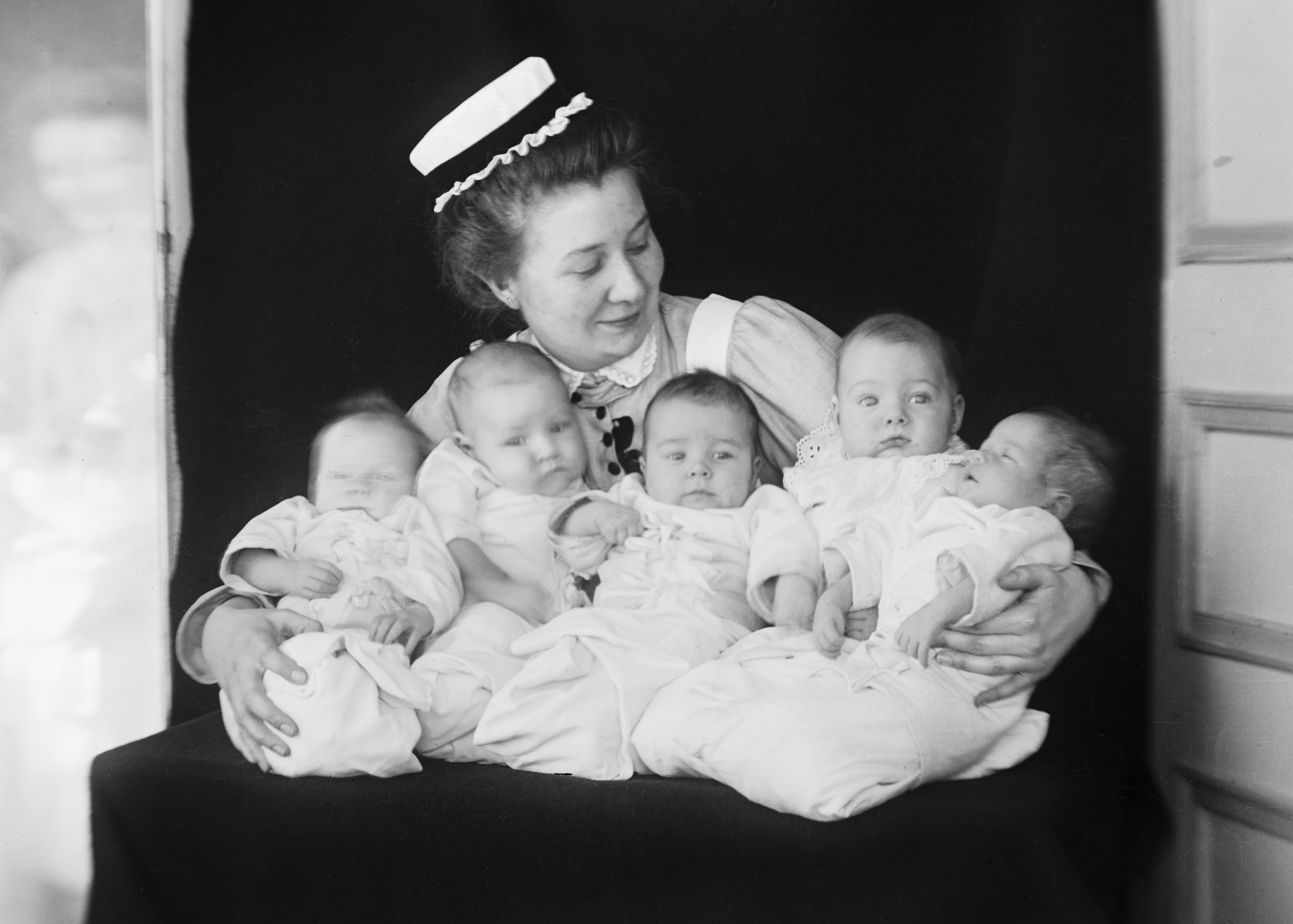
Syster på Sophiahemmet med fem spädbarn, 1920-tal.
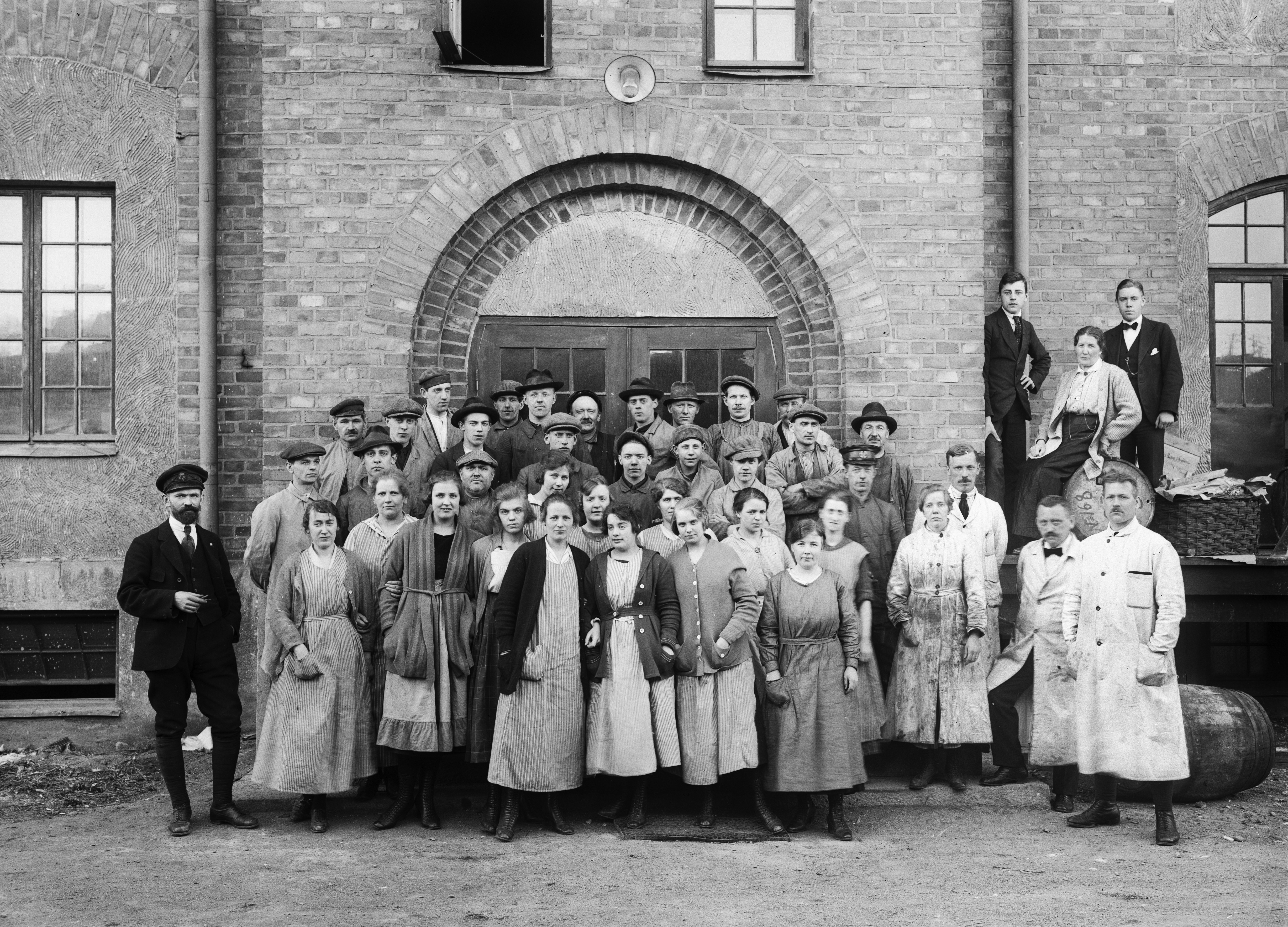
Personal framför Pharmacias fabrik i Liljeholmen, 1920-tal

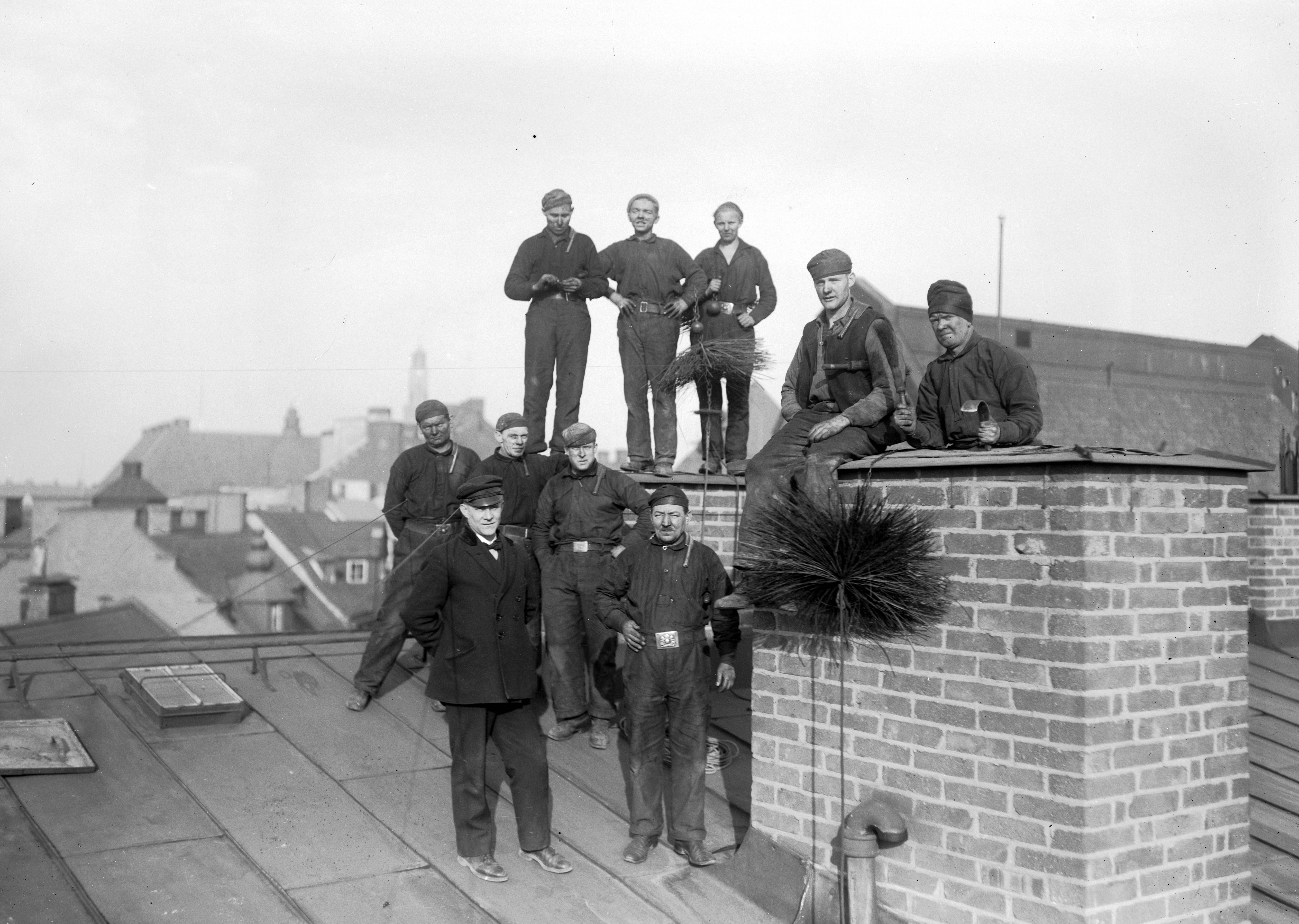
Sotare på ett tak någonstans i Stockholm, 1920-tal.
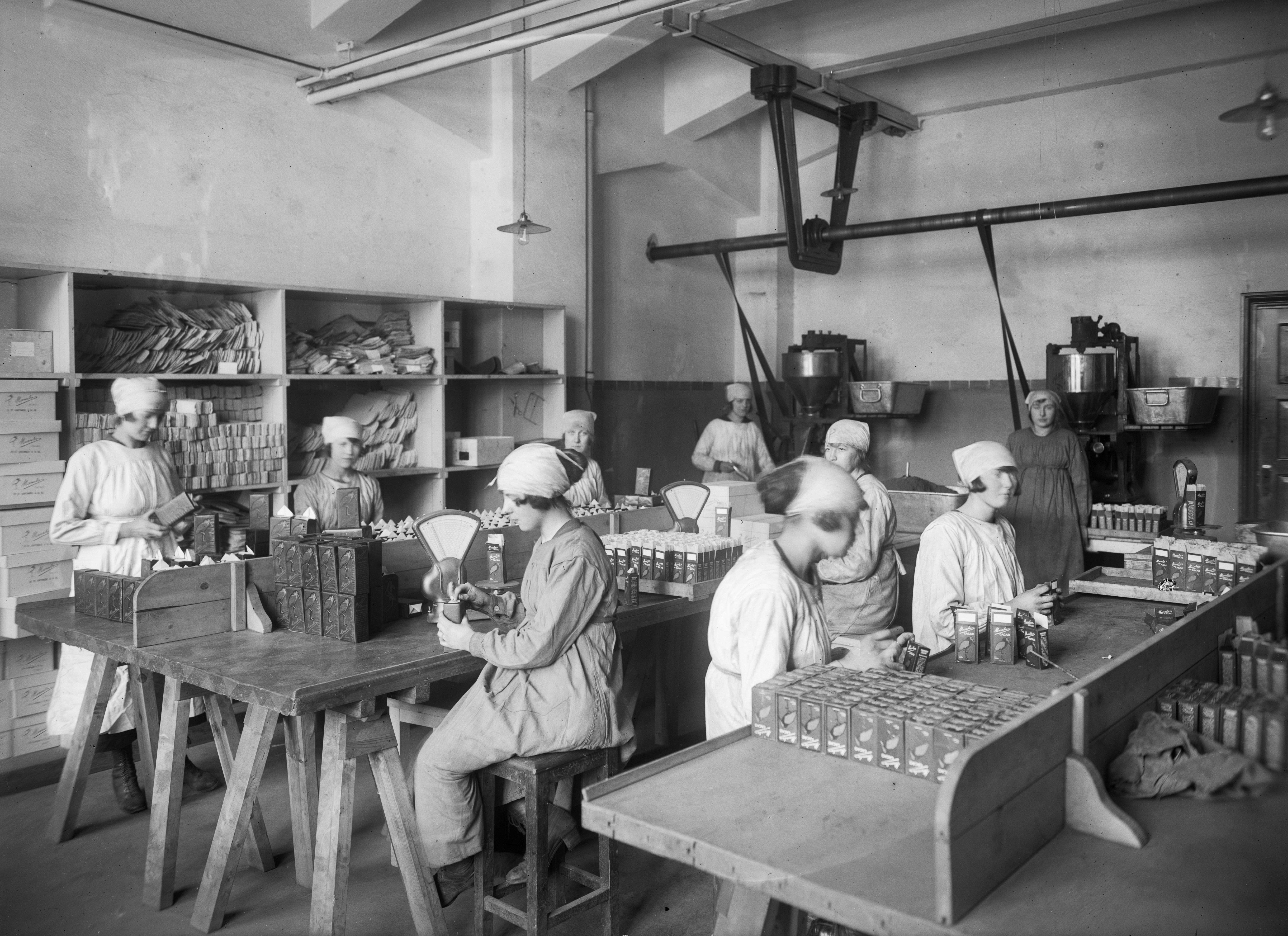
På Maraboufabriken i Sundbyberg, 1920-tal.
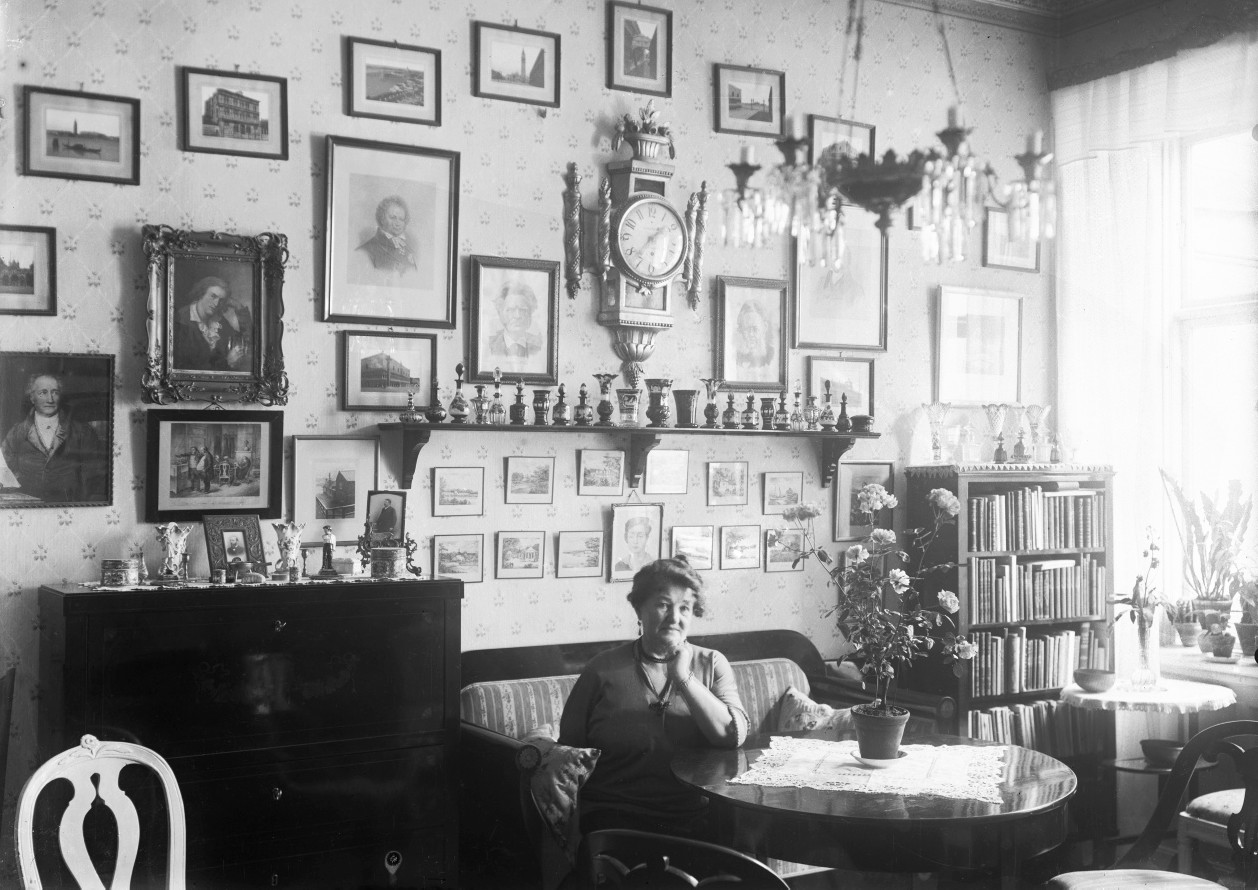
Anna Lindhagen i sitt hem på Fjällgatan 34, 1930-tal.
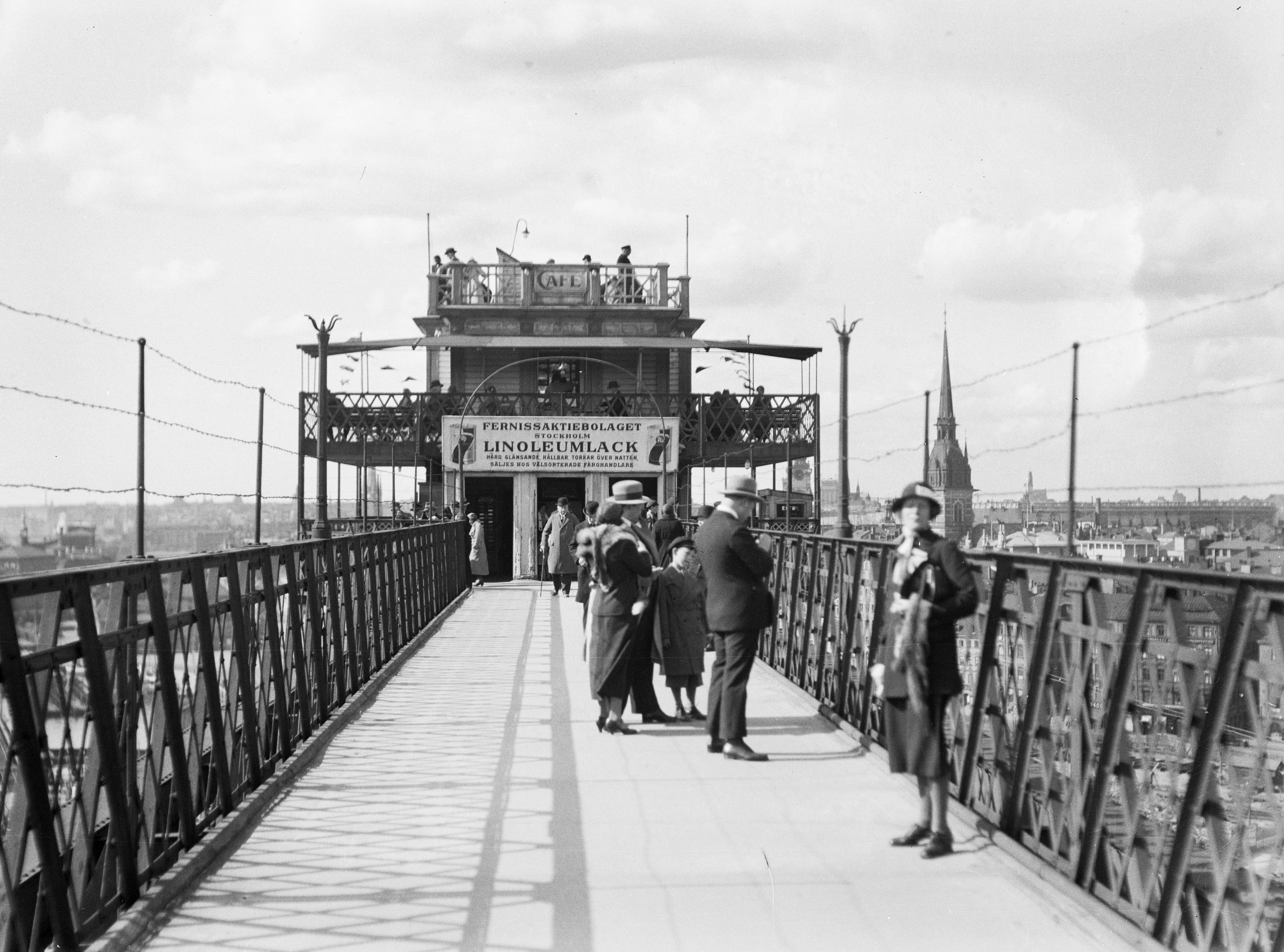
Gamla Katarinahissens gångbro, 1930-tal.